# Посольство України в Саудівській Аравії
Посольство України в Королівстві Саудівська Аравія — дипломатична місія України в Саудівській Аравії, розміщується в Ер-Ріяд. Будівля Посольства розташовується в районі перехресть головних вулиць столиці — King Abdul Aziz Rd. та King Abdullah Rd. неподалік магазину CityMax.

## Завдання посольства
Основне завдання Посольства України в Ер-Ріяді представляти інтереси України, сприяти розвиткові політичних, економічних, культурних, наукових та інших зв'язків, а також захищати права та інтереси громадян і юридичних осіб України, які перебувають на території Саудівській Аравії.
Посольство сприяє розвиткові міждержавних відносин між Україною і Саудівською Аравією на всіх рівнях, з метою забезпечення гармонійного розвитку взаємних відносин, а також співробітництва з питань, що становлять взаємний інтерес. Посольство виконує також консульські функції.

## Історія дипломатичних відносин
У квітні 1993 року були започатковані Українсько-саудівські двосторонні відносини, під час візиту до Ер-Ріяду українського Прем'єр-міністра Леоніда Кучми. 18 квітня 1993 року було підписано «Протокол про встановлення дипломатичних відносин між Україною та Королівством Саудівська Аравія» на рівні міністрів МЗС. 17 грудня 1993 року Верховна Рада України прийняла постанову «Про відкриття Посольства України в Ер-Ріяді». 24 червня 1996 року було відкрито Посольство України в Саудівській Аравії. Посольство Саудівської Аравії в Україні розпочало діяльність в липні 2009 року.

## Керівники дипломатичної місії
1. Микитенко Євген Олегович (1996–1999)
2. Гур'янов Леонід Миколайович (2002–2009)
3. Колос Петро Михайлович (2009–2014)
4. Плачинда Володимир Сергійович (2014) т.п.
5. Вахрушев Вадим Володимирович (2014–2021)[1]
6. Пушкарський Сергій Анатолійович (2021–2022) т.п.
7. Петренко Анатолій Григорович (2022-)[2]